# Piliocolobus kirkii
Procolobus kirkii là một loài động vật có vú trong họ Cercopithecidae, bộ Linh trưởng. Loài này được Gray mô tả năm 1868.
Đây là loài loài đặc hữu của Unguja, hòn đảo chính của quần đảo Zanzibar, ngoài khơi bờ biển Tanzania.

## Hình ảnh

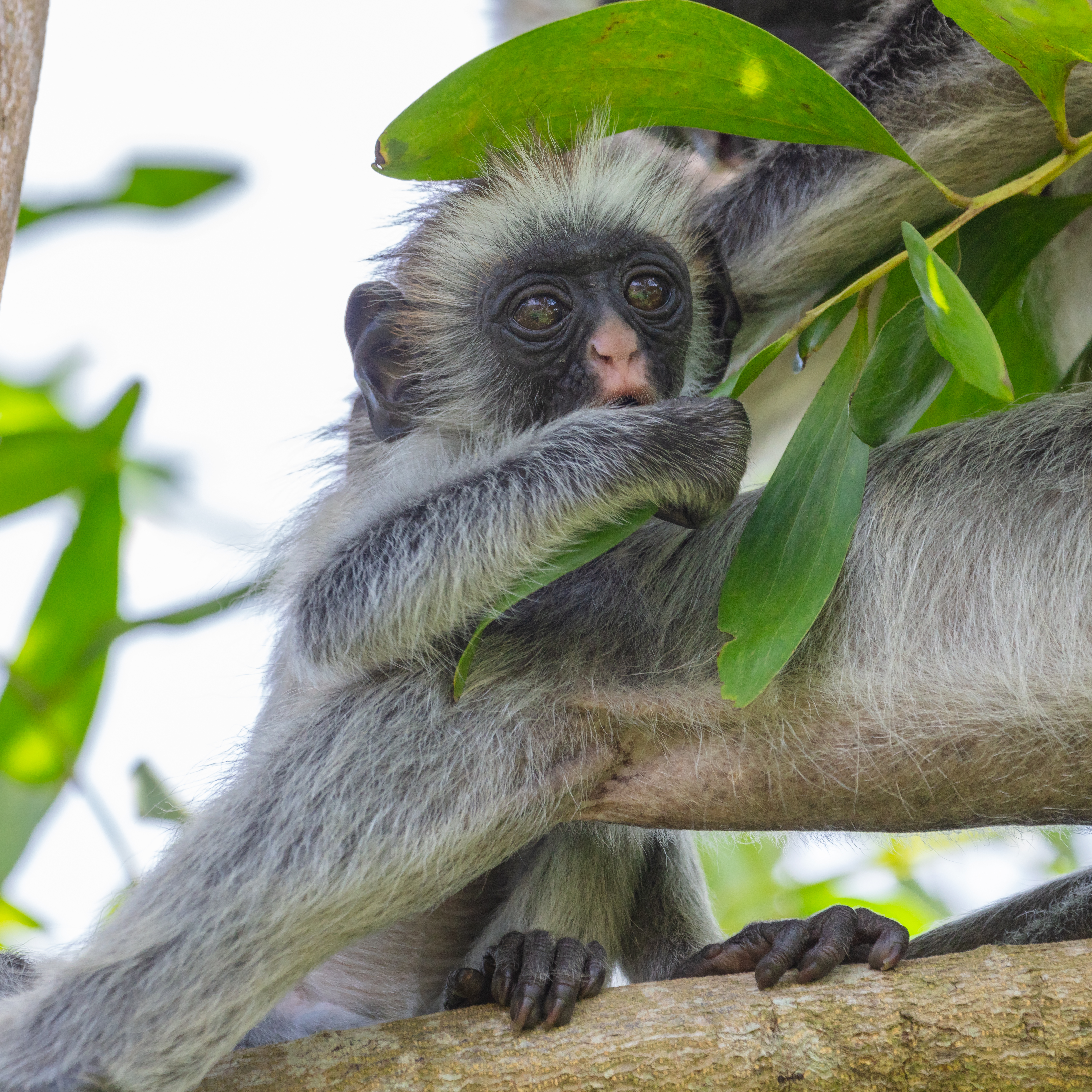
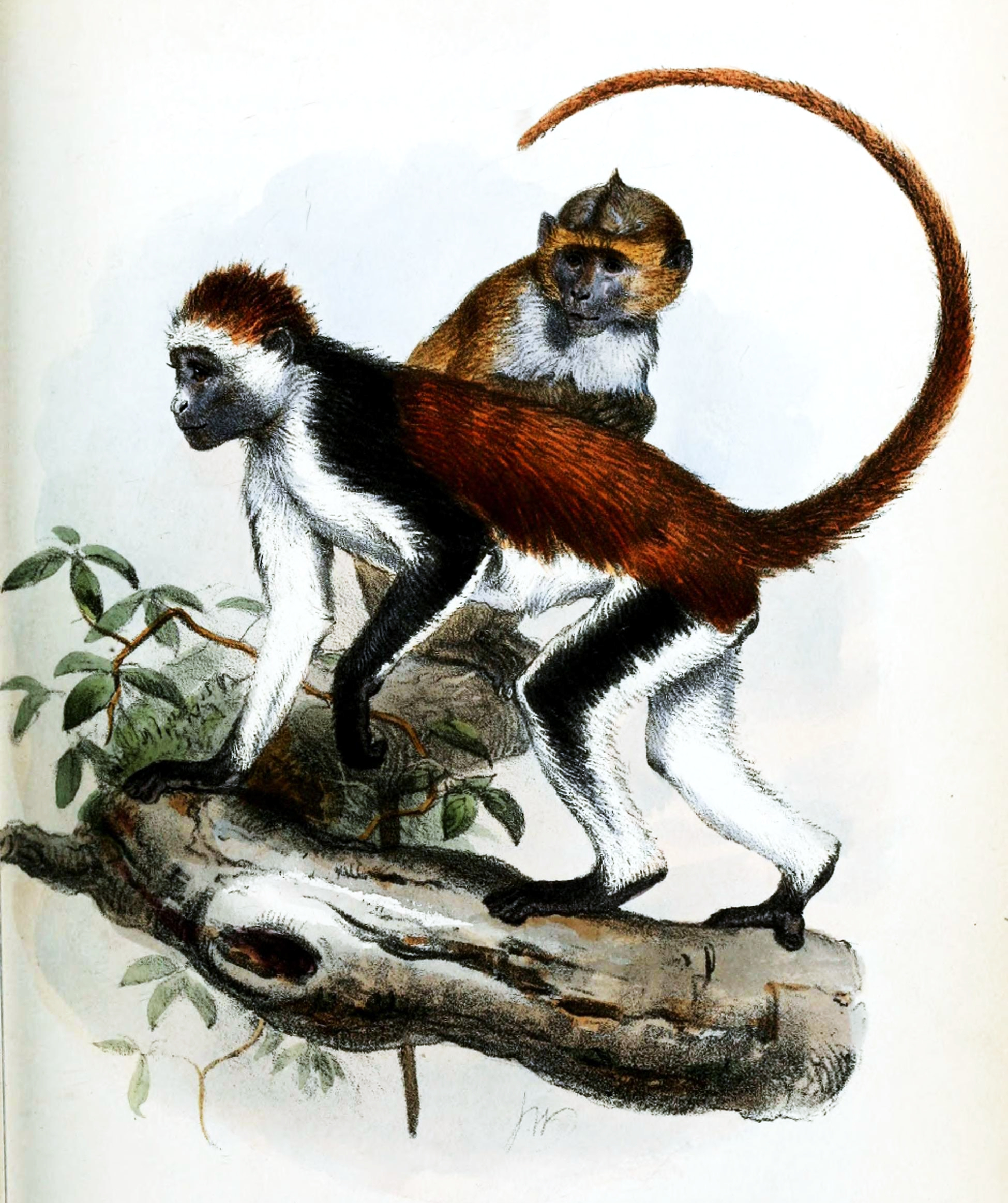
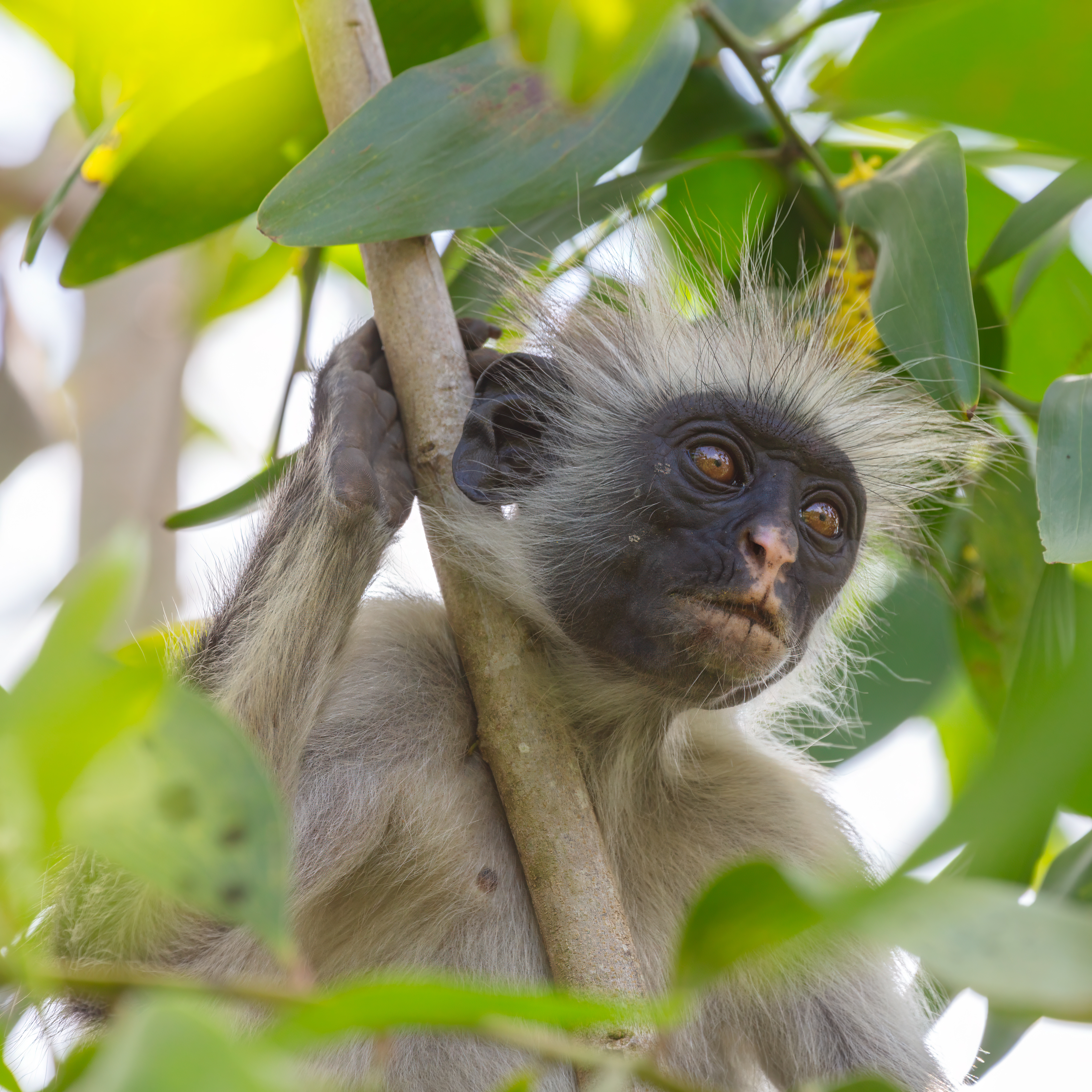
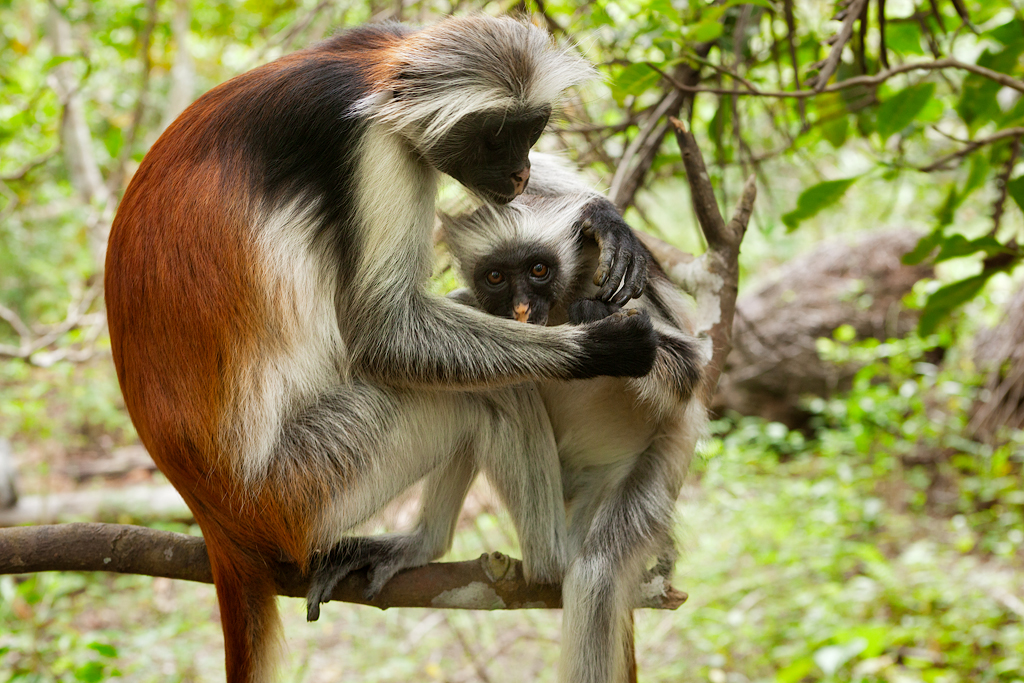